# István Balogh
István Balogh (ur. 21 września 1912 w Budapeszcie, zm. 27 października 1992 w Budapeszcie), węgierski piłkarz, obrońca. Srebrny medalista MŚ 38. Długoletni zawodnik Újpestu.
Karierę zaczynał w Pestújhelyi SC w 1927. Piłkarzem Újpestu został w 1933 i szybko stał się ważną częścią zespołu. Czterokrotnie zdobywał tytuł mistrza Węgier (1935, 1939, 1945, 1946). W 1939 triumfował w Pucharze Mitropa.
W reprezentacji Węgier zagrał 13 razy. Debiutował w 1937, ostatni raz zagrał w 1940. Podczas MŚ 38 wystąpił w jednym spotkaniu, z Indiami Holenderskimi (dzisiejsza Indonezja).